# Laurellia saba
Laurellia saba är en insektsart som beskrevs av Otte, D. och Perez-gelabert 2009. Laurellia saba ingår i släktet Laurellia och familjen syrsor. Inga underarter finns listade i Catalogue of Life.